# Vera Gheno
Pour les articles homonymes, voir Gheno.
Vera Gheno (Gyöngyös, 5 octobre 1975) est une universitaire, essayiste et traductrice italienne. 

## Biographie
Fille de Danilo Gheno, professeur italien émérite de l’université de Padoue, et d’origine hongroise par sa mère, elle a pour langues maternelles l’italien et le hongrois. Elle est diplômée du liceo classico Machiavelli de Florence avec mention. Elle est lauréate le 12 avril 2002, de l’université de Florence en sociolinguistique avec mention et louanges. Le 2 juin 2006, dans la même université, elle obtient un doctorat en linguistique italienne. Elle enseigne à l’université de Florence comme chercheuse en CDD.
Elle est particulièrement présente sur internet, où elle intervient sur les médias à propos du sexisme et de l’inclusivité dans la langue italienne. Elle y prône l’usage du schwa, (-ǝ) au pluriel comme terminaison neutre à la place du masculin.
Elle traduit des livres du hongrois à l’italien.

## Publications

### En tant qu’autrice
- Guida pratica all'italiano scritto (senza diventare grammarnazi), Cesati, 2016.  (ISBN 9788876676000).
- Social-linguistica. Italiano e italiani dei social network, Cesati, 2017.  (ISBN 9788876676468).
- Tienilo acceso. Posta, commenta, condividi senza spegnere il cervello, coauteur Bruno Mastroianni Longanesi, 2018.  (ISBN 9788830452176).
- Femminili singolari. Il femminismo è nelle parole, Effequ, 2020.  (ISBN 9788898837229).
- La tesi di laurea. Ricerca, scrittura e revisione per chiudere in bellezza, Zanichelli, 2019.  (ISBN 9788808920560).
- Potere alle parole. Perché usarle meglio, Einaudi, 2019.  (ISBN 9788858432167).
- Prima l'italiano. Come scrivere bene, parlare meglio e non fare brutte figure, Newton Compton Editori, 2019.   (ISBN 9788822737847).
- Parole contro la paura, Longanesi, 2020.  (ISBN 9788830456266).
- Trovare la parole , coauteur Federico Faloppa, Edizioni Gruppo Abele, 2021.  (ISBN 9788865792513).

### En tant que traductrice
- Lolò, il principe delle fate , Magda Szabó, Edizioni Anfora, 2005.  (ISBN 8889076054).
- Abigail , Magda Szabó, Edizioni Anfora, 2007  (ISBN 9788889076149).
- Il momento (Creusaide) , Magda Szabó, Edizioni Anfora, 2008  (ISBN 9788889076200).
- Per Elisa , Magda Szabó, Edizioni Anfora, 2010  (ISBN 9788889076248).
- Le avventure di Sinbad , Gyula Krudy, Elliot (en), 2012.  (ISBN 9788861924918).
- Chiodi (Clous), Ágota Kristóf, cotraduit avec Fabio Pusterla, Casagrande, Bellinzona, 2018.  (ISBN 9788877137913).
- Settembre 1972 , Imre Oravecz, Edizioni Anfora, 2019.  (ISBN 9788889076453).

### Conférences
- 2020 : Montréal : Parmi les tourbillons de la langue italienne: réflexions sur les changements linguistiques en cours, Istituto Italiano di Cultura di Montréal[5].
- 2021 : Pittsburg : Femminili Italiani: A conversation with Italian sociolinguist Vera Gheno on Italian linguistic inclusivity and diversity, Université de Pittsburgh[6].

#### TEDx
- 2018 : TEDx Montebelluna[7]
- 2018 : TEDxYouth Bologne[8]
- 2019 : TEDx Pavie[9]
- 2021 : TEDx Florence[10]